# Bit (munteenheid)

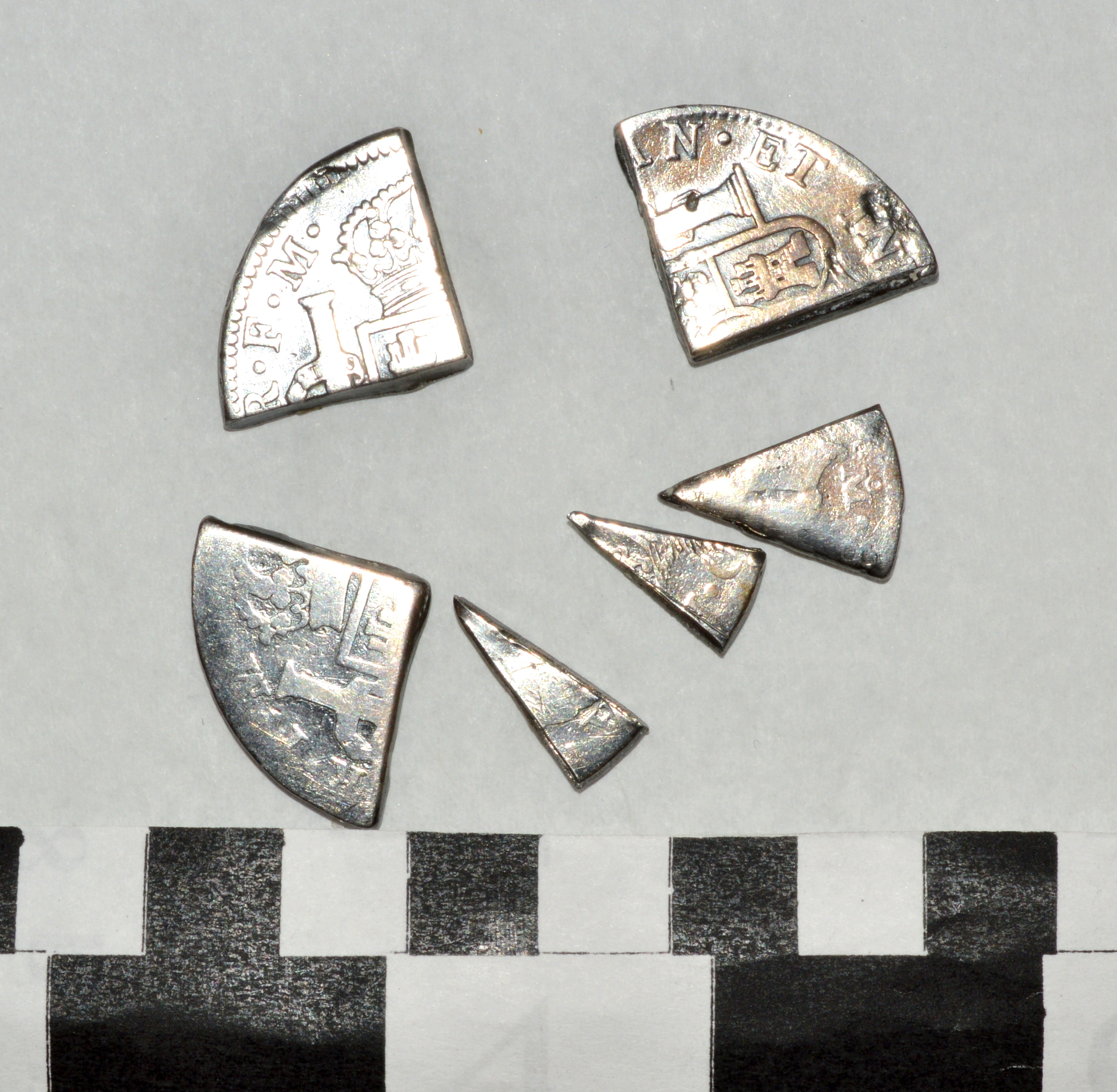
Diverse fragmenten verkregen van één of meerdere Spaanse matten, één volledige munt had de waarde van 8 Real. Eén real staat gelijk aan één bit en twee bit stond gelijk aan een kwart van een Spaanse mat. Na de invoering van de Amerikaanse dollar, op 2 april 1792, werden 2 bit gelijk gesteld aan vijfentwintig dollarcent; oftewel een quarter dollar (kwartje).

Het woord bit (stuk) is een historische Engelstalige term die verwees naar munten, behorenden tot verschillende valuta overal ter wereld. Het woord bit kan worden vertaald als stuk of stukje, verwijzend naar letterlijk een stukje van een munt. Voordat er nationale banken waren opgericht bestonden er nog geen verboden op het klieven van munten en gold nog de daadwerkelijke metaalwaarde van een munt en niet de nominale waarde.

## Verenigde Staten

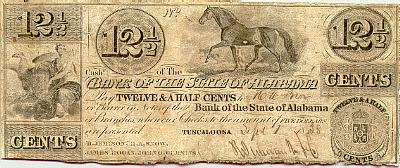
Bankbiljet voor twaalf en een halve cent wat gelijk staat aan 1 bit of aan $, Alabama, 1838

In de Verenigde Staten stond de bit, tussen de invoering van de dollar op 2 april 1792 en de invoering van de Amerikaanse muntakte op 21 februari 1857, gelijk aan 121⁄2 dollarcent. In die tijd werden verschillende buitenlandse munten alom gebruikt, zoals: de bit en de picayune. De picayune was een Spaanse munt met een waarde van 1⁄2 bit; 1⁄2 real; of 61⁄4 cent. Echter, na de invoering van de Amerikaanse muntakte waarin was besloten om alle buitenlandse valuta te weren was er niet langer meer een munt met de waarde van één bit. Toch gebruikte men enige tijd nog wel officieus de term bit. De waarde van één bit werd dan benaderd met een munt met ongeveer dezelfde waarde als één bit. Voor één bit gebruikte men dan het dubbeltje (10¢) en dat werd dan een short bit genoemd, de combinatie van een dubbeltje en een stuiver (15¢) werd een long bit genoemd.
| In de Westkuststaten hebben ze een brutalere benadering voor complexiteit en regelen ze hun zaken met een munt die niet langer meer bestaat – de bit, of oude Mexicaanse real. De veronderstelde waarde van de bit is twaalf en een halve cent, hiervan zitten er acht in een dollar. Wanneer het aankomt op twee bit, is de kwartdollar het benodigde bedrag. Maar hoe zit het dan met een enkele bit? Het dichtste daarbij komt het dubbeltje, dat een vijfde deel minder waard is. Dat wordt dan een korte bit (short bit) genoemd. Wanneer je er één hebt leg je het triomfantelijk neer en bespaar je twee en een halve cent. Maar als je het niet hebt, leg je een kwartje neer, de kastelein geeft je kalmpjes een dubbeltje als wisselgeld; en dus heb je, wat een lange bit (long bit) wordt genoemd, betaald en twee en een halve cent verloren, of zelfs, vergeleken met een korte bit, vijf centen. — Vertaalde passage uit: Across the Plains & Homeward : Through America, door: Robert Louis Stevenson. |

### Resterend in de Engelse taal
Nadat het gebruik van buitenlandse valuta niet langer meer was toegestaan is de term bit nog wel geruime tijd in gebruik gebleven. Vooral twee bit (Two bit) was een volkse uitdrukking voor een Amerikaanse quarter dollar, oftewel $ 0,25. De 19e-eeuwse reclame-uiting Shave and a Haircut ... Two bits, indertijd een gangbare prijs voor een knip- en een scheerbeurt bij een barbier, bewijst dat de uitspraak nog geruime tijd gangbaar is gebleven. Maar ook als uitspraak is two bits in het Engels blijven hangen en heeft het - vanwege de initiële geringe monetaire waarde - de betekenis gekregen van goedkoop of een ongevraagde mening.

## Deense West-Indische bit

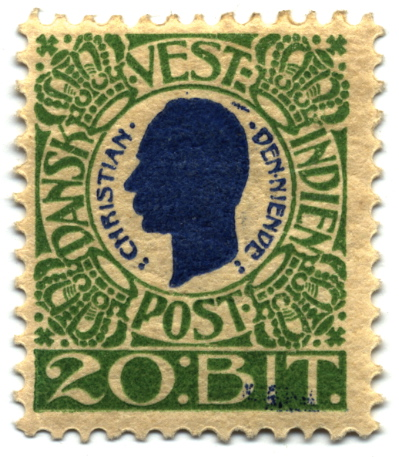
Een 20-bit-postzegel uit Deens-West-Indië, 1905

Van 1905 tot 1917 gebruikte men in Deens-West-Indië de Deens West-Indische bit als onderdeel van hun valutasysteem. In 1904 werden twee nieuwe munten geïntroduceerd. Dit waren de bit en de franc en deze werden gebruikt naast de oude cent en de daalder. Deze vier munten stonden met elkaar in verhouding op de volgende manier:
- 5 bits = 1 cent
- 100 bits = 20 cent = 1 franc
- 100 cent = 5 franc = 1 daalder

Munten werden uitgegeven in twee nominale eenheden: bits en centen; francs en centen; of francs en daalders. Postzegels hadden nominale waardes in bits en francs; de laagste waarde was vijf bit.

## Verenigd Koninkrijk, Gemenebestlanden en Ierland
In het Verenigd Koninkrijk, Ierland en delen van het voormalige Britse Rijk, alwaar - vóór de decimalisatie in 1971 - het Karolingische muntsysteem nog in gebruik was, werd een aantal munten aangeduid met de term bit, dit was enkel het geval voor een aantal munten met een laag nominale waarde. 
- de "two-shilling bit" (twee-shilling-munt), deze werd frequent een florin of een two-bob bit genoemd.
- de "sixpenny bit" (twee-pence-munt), deze werd frequent een tanner genoemd.
- de "threepenny bit" (drie-pence-munt), deze werd frequent een thrupny bit genoemd.
- de "fourpenny bit" (vier-pence-munt), deze werd frequent een groat genoemd.

In het Verenigd Koninkrijk was de term bit reeds geleidelijk verdwenen, met uitzondering van de threepenny bit, toen de Britse valuta overging op een decimaalsysteem en de nominale waardes van de munten niet langer meer van toepassing waren. Dus naar een munt met de waarde van ten pence wordt gerefereerd met de termen "ten pence" of "ten pee", niet als een "tenpenny bit".